# Hvîlivka, Nijîn
Hvîlivka (în ucraineană Хвилівка) este un sat în comuna Talalaiivka din raionul Nijîn, regiunea Cernihiv, Ucraina.

## Demografie
Componența lingvistică a localității Hvîlivka
     Ucraineană (97,39%)
     Rusă (2,61%)
Conform recensământului din 2001, majoritatea populației localității Hvîlivka era vorbitoare de ucraineană (97,39%), existând în minoritate și vorbitori de rusă (2,61%).